# Cortale
Cortale est une commune italienne de la province de Catanzaro dans la région Calabre en Italie.

## Administration
| Période                                  | Période  | Identité           | Étiquette                  | Qualité |
| ---------------------------------------- | -------- | ------------------ | -------------------------- | ------- |
| 8 mai 2009                               | En cours | Francesco Scalfaro | Pd -rifondazione comunista | gauche  |
| Les données manquantes sont à compléter. |          |                    |                            |         |

### Communes limitrophes
Caraffa di Catanzaro, Cenadi, Girifalco, Jacurso, Maida, Polia, San Floro, Vallefiorita